# François Bidard
François Bidard (Lonlay-l'Abbaye, 19 marzo 1992) è un ex ciclista su strada francese, è stato professionista dal 2016 al 2023..

## Palmarès
- 2014 (Chambéry Cyclisme Formation)

Classifica generale Tour de la CABA
Grand Prix d'Annecy

### Altri successi
- 2014 (Chambéry Cyclisme Formation)

2ª tappa Tour de la CABA (cronosquadre)

## Piazzamenti

### Grandi Giri
- Giro d'Italia

2017: 39º
2018: 37º
2019: 30º
2020: 39º
2021: non partito (6ª tappa)
2023: 54º
- Vuelta a España

2016: 94º
2019: 24º
2023: 125º

### Classiche monumento
- Giro di Lombardia

2017: ritirato
2018: ritirato
2022: ritirato

### Competizioni mondiali
- Campionati del mondo su strada

Innsbruck 2018 - Cronosquadre: 15º